# NGC 6286
NGC 6286 est une galaxie spirale située dans la constellation du Dragon. Sa vitesse par rapport au fond diffus cosmologique est de 5 473 ± 16 km/s, ce qui correspond à une distance de Hubble de 80,7 ± 5,7 Mpc (∼263 millions d'al). NGC 6286 a été découverte par l'astronome américain Lewis Swift en 1885.

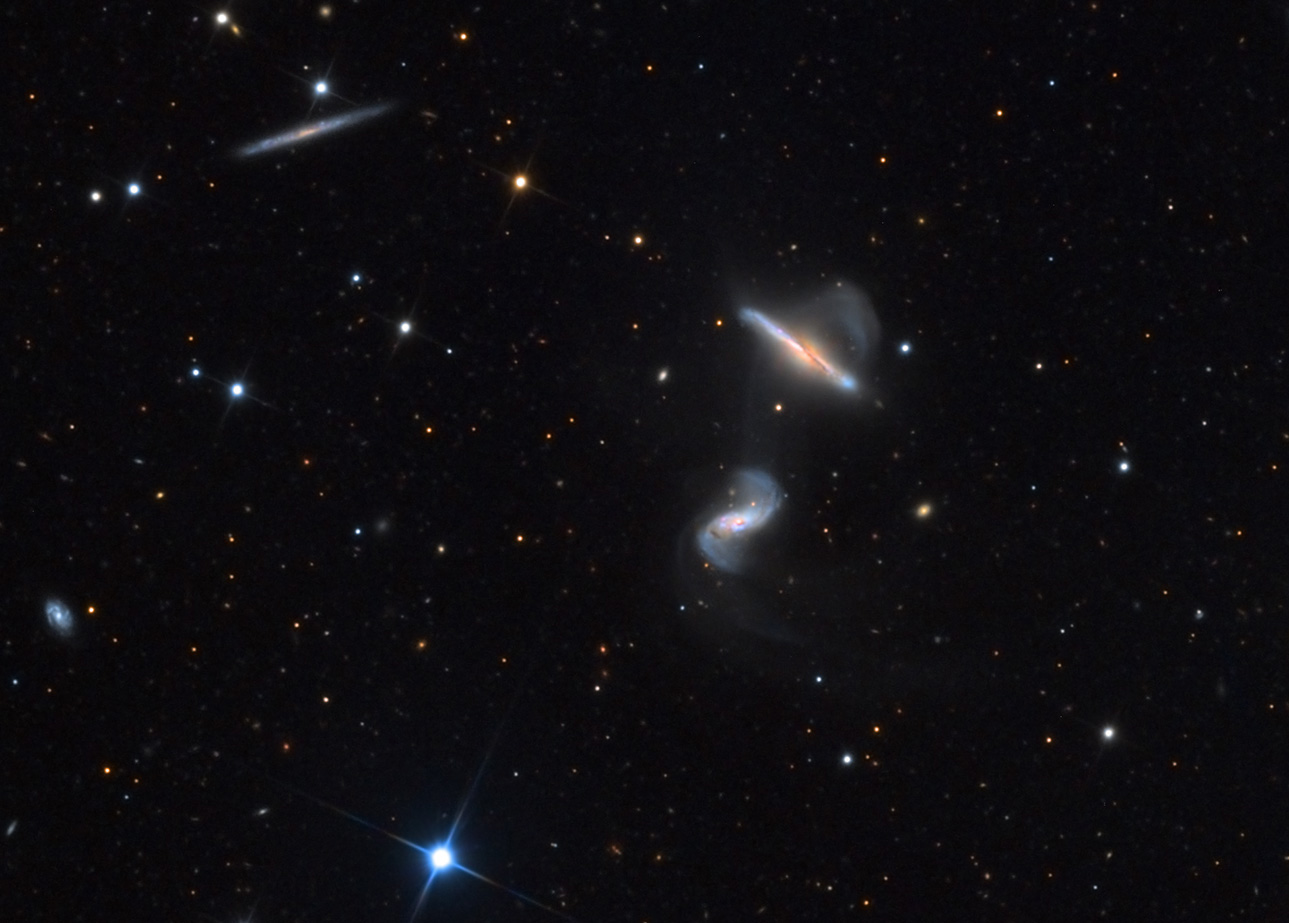
Les galaxies en interaction NGC 6285 (en bas) et NGC 6286. La galaxie en haut à gauche est UGC 10641. (Adam Block, Observatoire du mont Lemmon/Université de l'Arizona).

La galaxie NGC 6286 renferme également des régions d'hydrogène ionisé et c'est une galaxie LINER, c'est-à-dire une galaxie dont le noyau présente un spectre d'émission caractérisé par de larges raies d'atomes faiblement ionisés. C'est aussi une galaxie lumineuse dans l'infrarouge (LIRG). Sa luminosité dans l'infrarouge lointain (de 40 à 400 µm) est égale à 1,82 × 1011 {\displaystyle L_{\odot }} (1011,26{\displaystyle L_{\odot }}) et sa luminosité totale dans l'infrarouge (de 8 à 1 000 µm) est de 2,09 × 1011 {\displaystyle L_{\odot }} (1011,32{\displaystyle L_{\odot }}).

## Galaxies en interaction
En compagnie de NGC 6285, NGC 6286 forment une paire de galaxies en interaction gravitationnelle qui figure dans l'atlas des galaxies particulières de Halton Arp sous la désignation Arp 293. Arp mentionne la présence d'un arc diffus depuis la galaxie la plus brillante.

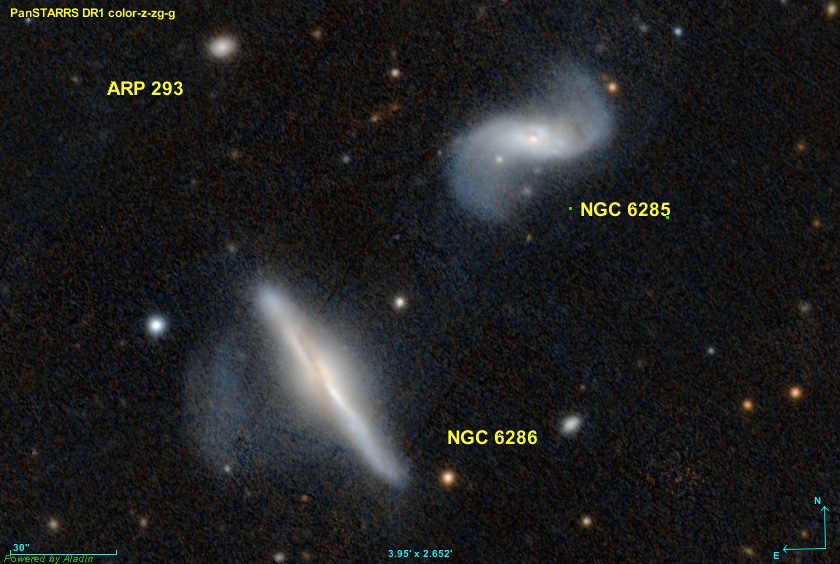
Arp 293, un couple de galaxies en interaction.

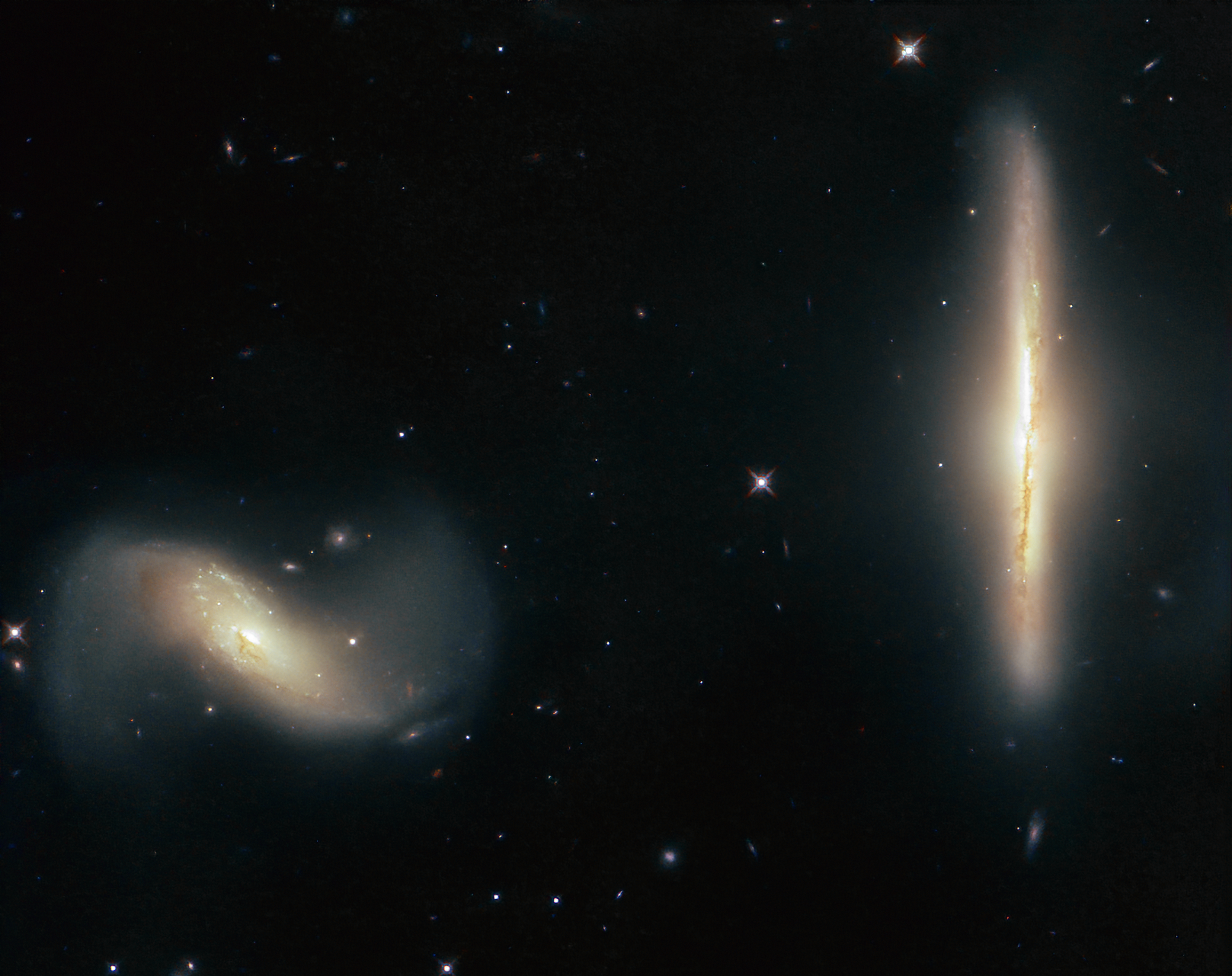
Arp 293, par le télescope spatial Hubble.

Comme on peut l'observer sur l'image prise par Adam Block (en), les deux galaxies sont entourées de nuages de gaz et d'étoiles qui s'étendent au sud-ouest de NGC 6286, entre les deux galaxies puis autour et au nord de NGC 6285 sur au moins 3,15" ce qui équivaut à environ 245 années-lumière.
Selon une étude réalisée en 2004, la masse de NGC 6285 est de 1,2 × 1010 {\displaystyle M_{\odot }} et celle de NGC 6286 est de 2 × 1011 {\displaystyle M_{\odot }}. Les auteurs de l'étude n'ont trouvé aucune évidence supportant l'hypothèse que NGC 6286 est une galaxie à anneau polaire en voie de formation. Les structures autour des deux galaxies proviennent d'un super vent galactique (en) comme celui de la galaxie M82. Une rencontre rapprochée entre ces deux galaxies est probablement responsable de sursauts de formation d'étoiles et de l'éjection de gaz chaud de la région centrale de NGC 6286.